# Incamyia striata
Incamyia striata är en tvåvingeart som beskrevs av Aldrich 1928. Incamyia striata ingår i släktet Incamyia och familjen parasitflugor.
Artens utbredningsområde är Peru. Inga underarter finns listade i Catalogue of Life.